# Эргардт, Фёдор Фёдорович
Фёдор Фёдорович Эргардт (1828—1899) — доктор медицины, заслуженный профессор и декан медицинского факультета киевского университета Св. Владимира; действительный статский советник. 

## Биография
Учился в частном пансионе Апеля, затем в лицейской Ришельевской гимназии (до 1843). Затем учился на физико-математическом факультете Ришельевского лицея (1844—1847) и поступил на медицинский факультет университета Св. Владимира, который закончил в 1853 году со званием лекаря и с золотой медалью за сочинение «Анатомия и механика пищевого сочленения». Как один из лучших студентов был оставлен при университете в качестве помощника прозектора, а затем, после защиты в 1854 году докторской диссертации, исполняющим обязанности прозектора анатомической клиники и был приглашен ординатором в киевскую больницу Кирилловских богоугодных заведений. В 1857 году назначен адъюнктом при кафедре государственного врачебноведения университета Св. Владимира; в 1859 году был утверждён экстраординарным профессором и заведующим кафедрой (ординарный профессор — с 1860 года) до дня своей смерти. Неоднократно избирался деканом медицинского факультета университета (1865—1868, 1875—1883 и 1887—1890).
В продолжение многих лет заведовал судебно-медицинским отделом для практического преподавания судебно-медицинского исследования человека при киевском военном госпитале. Пользовался большой известностью среди врачей как опытный эксперт, приглашаемый на судебные процессы для медицинских исследований, и как ученый, перу которого принадлежит ряд ценных, специально медицинских трудов. Научные работы Эргардта печатались в «Судебной Медицине», «Судебном Вестнике», «Военно-Медицинском Журнале» и других русских и заграничных журналах.

## Награды
- Орден Святой Анны 2-й степени (1867)
- Орден Святой Анны 2-й степени с императорской короной (1872)
- Орден Святого Владимира 3-й степени (1879)
- Орден Святого Станислава 1-й степени (1883)

Произведён в действительные статские советники (1875). Утверждён в звании заслуженного профессора университета (1879).